# Гьотинген
Гьотинген (на немски: Göttingen) е град в провинция Долна Саксония, Германия.
Площта на Гьотинген е 116,89 км², населението към 31 декември 2010 г. – 121 060 жители, а гъстотата на населението – 1036 д/км².
Градът е известен с прочутия Гьотингенски университет. В Гьотинген е създадена групата Гуано Ейпс.

## Известни личности
Родени в Гьотинген
- Томас Зюдхоф (р. 1955), биохимик
- Юрген Клинсман, футболист
- Сандра Насич (р. 1976), певица

Починали в Гьотинген
- Теодор Бенфай (1809 – 1881), филолог
- Йохан Фридрих Блуменбах (1752 – 1840), биолог
- Макс Борн (1882 – 1970), физик
- Фридрих Вьолер (1800 – 1882), химик
- Карл Фридрих Гаус (1777 – 1855), математик
- Йохан Фридрих Гмелин (1748 – 1804), химик и биолог
- Петер Густав Льожон Дирихле (1805 – 1859), математик
- Макс Планк (1858 – 1947), физик
- Джеймс Франк (1882 – 1964), физик
- Свети Хайнрих II (973 – 1024), император
- Ото Хан (1879 – 1968), химик
- Давид Хилберт (1862 – 1943), математик

Други
- Ернст Карл Абе (1840 – 1905), физик, учи и работи в града през 1858 – 1861
- Рихард Дедекинд (1831 – 1916), математик, учи и работи в града през 1850 – 1858
- Цеко Торбов (1899 – 1987), български юрист, философ и преводач, завършва право през 1923
- Вернер Хайзенберг (1901 – 1976), физик, работи в града през 1924 – 1927
- Херман Хесе (1877 – 1962), писател, завършва Латинското училище през 1891
- Йоханес Щарк (1874 – 1957), физик, преподава в университета през 1900 – 1908
- Робърт Опенхаймер (1904 – 1967), американски физик, баща на атомната бомба, учи в университета и получава докторска степен през 1927